# Schola cantorum
Uma schola cantorum é uma escola de canto coral e um coro de jovens para acompanhar as funções religiosas da Igreja Católica. A primeira schola cantorum foi fundada pelo Papa Silvestre I (circa 334). Desta derivou a escola romana do Laterano e escolas análogas nas igrejas de todo o mundo católico. O nome foi adotado também pelas escolas laicas, dentre as quais a mais famosa é a Schola Cantorum de Paris, fundada em 1894 por Vincent d'Indy o qual a transformou em uma escola de composição.
Houve também a Schola Cantorum fundada no fim do século VII ou no início do século VIII em Roma, a partir do modelo do Orfanotrófio de Constantinopla. A escola, na verdade um orfanato, foi inicialmente denominada Orfanotrófio, e seus integrantes recebiam um cuidadoso preparo no canto coral, desempenhando várias funções musicais para o papado, tanto que logo o orfanato passou a ser chamado de Schola Cantorum. A instituição manteve suas atividades educacionais em música num alto nível por um longo tempo, ganhando uma reputação internacional e atraindo candidatos de vários países para serem ali instruídos. A Schola Cantorum teve um papel importante no estabelecimento do canto gregoriano.